# Traji
Traji is een bestuurslaag in het regentschap Temanggung van de provincie Midden-Java, Indonesië. Traji telt 3184 inwoners (volkstelling 2010).